# Wereldkampioenschappen alpineskiën 1987
De Wereldkampioenschappen alpineskiën 1987 werden van 27 januari tot en met 8 februari 1987 gehouden in Crans-Montana in Zwitserland. Er stonden tien onderdelen op het programma, vijf voor mannen en vijf voor vrouwen. De Super G stond dit WK voor het eerst op het programma nadat het onderdeel vier seizoenen eerder, in december 1982, op de Wereldbeker was geïntroduceerd.

## Wedstrijdschema
| Datum       | Mannen                       | Vrouwen                      |
| ----------- | ---------------------------- | ---------------------------- |
| 27 januari  | Alpine Combinatie (afdaling) |                              |
| 29 januari  |                              | Alpine Combinatie (afdaling) |
| 31 januari  | Afdaling                     | Alpine Combinatie (slalom)   |
| 01 februari | Alpine Combinatie (slalom)   | Afdaling                     |
| 02 februari | Super G                      |                              |
| 03 februari |                              | Super G                      |
| 04 februari | Reuzenslalom                 |                              |
| 05 februari |                              | Reuzenslalom                 |
| 07 februari |                              | Slalom                       |
| 08 februari | Slalom                       |                              |

## Medailles

### Mannen
| Onderdeel    | Goud                          | Goud    | Zilver                        | Zilver  | Brons                          | Brons   |
| ------------ | ----------------------------- | ------- | ----------------------------- | ------- | ------------------------------ | ------- |
| Combinatie   | Marc Girardelli Luxemburg     | 28.27   | Pirmin Zurbriggen Zwitserland | 30.54   | Günther Mader Oostenrijk       | 41.96   |
| Afdaling     | Peter Müller Zwitserland      | 2.07,80 | Pirmin Zurbriggen Zwitserland | 2.08,13 | Karl Alpiger Zwitserland       | 2.08,20 |
| Reuzenslalom | Pirmin Zurbriggen Zwitserland | 2.32,38 | Marc Girardelli Luxemburg     | 2.32,45 | Alberto Tomba Italië           | 2.33,13 |
| Slalom       | Frank Wörndl West-Duitsland   | 1.54,63 | Günther Mader Oostenrijk      | 1.54,82 | Armin Bittner West-Duitsland   | 1.55,03 |
| Super G      | Pirmin Zurbriggen Zwitserland | 1.19,93 | Marc Girardelli Luxemburg     | 1.20,80 | Markus Wasmeier West-Duitsland | 1.21,08 |

### Vrouwen
| Onderdeel    | Goud                        | Goud    | Zilver                      | Zilver  | Brons                              | Brons   |
| ------------ | --------------------------- | ------- | --------------------------- | ------- | ---------------------------------- | ------- |
| Combinatie   | Erika Hess Zwitserland      | 15.32   | Sylvia Eder Oostenrijk      | 18.66   | Tamara McKinney Verenigde Staten   | 24.41   |
| Afdaling     | Maria Walliser Zwitserland  | 1.43,80 | Michela Figini Zwitserland  | 1.44,11 | Regine Mösenlechner West-Duitsland | 1.44,86 |
| Reuzenslalom | Vreni Schneider Zwitserland | 2.21,22 | Mateja Svet Joegoslavië     | 2.21,78 | Maria Walliser Zwitserland         | 2.23,51 |
| Slalom       | Erika Hess Zwitserland      | 1.33,30 | Roswitha Steiner Oostenrijk | 1.33,55 | Mateja Svet Joegoslavië            | 1.34,39 |
| Super G      | Maria Walliser Zwitserland  | 1.19,17 | Michela Figini Zwitserland  | 1.20,18 | Mateja Svet Joegoslavië            | 1.20,23 |

### Medailleklassement
| Plaats | Land             | Goud | Zilver | Brons | Totaal |
| 1      | Zwitserland      | 8    | 4      | 2     | 14     |
| 2      | Luxemburg        | 1    | 2      | 0     | 3      |
| 3      | West-Duitsland   | 1    | 0      | 3     | 4      |
| 4      | Oostenrijk       | 0    | 3      | 1     | 4      |
| 5      | Joegoslavië      | 0    | 1      | 2     | 3      |
| 6      | Italië           | 0    | 0      | 1     | 1      |
| 6      | Verenigde Staten | 0    | 0      | 1     | 1      |
| Totaal | Totaal           | 10   | 10     | 10    | 30     |